# Steven Vanackere
Steven Vanackere, född 4 februari 1964 i Wevelgem i provinsen Västflandern, är en belgisk politiker i partiet Kristdemokratisk och Flamländsk.
Han var bitrände premiärminister och minister för offentlig förvaltning, statliga företag och institutionella reformer i Herman Van Rompuys regering 30 december 2008–25 november 2009. I Yves Letermes andra regering, från 25 november 2009, är han fortsatt biträdande premiärminister samt utrikesminister och minister för institutionella reformer.